# Bipalium
Bipalium es un género de grandes planarias terrestres depredadoras conocidas como gusanos cabeza de martillo debido a la forma distintiva de la región de su cabeza. Las planarias terrestres son únicas porque poseen una "suela rastrera", una región altamente ciliada en la epidermis ventral que les ayuda a arrastrarse sobre el sustrato.

## Descripción

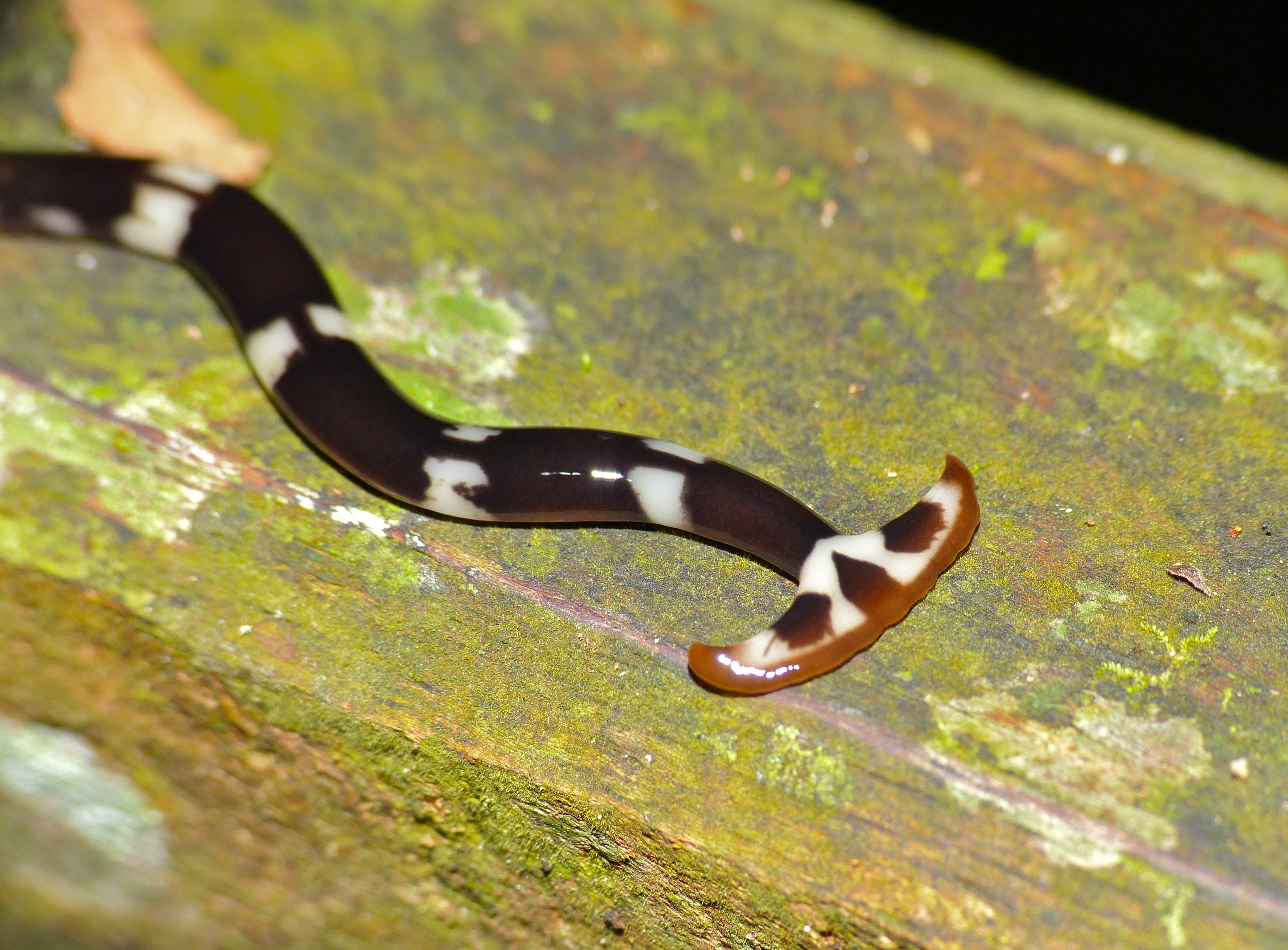

William Stimpson definió inicialmente el género Bipalium para incluir planarias terrestres con la cabeza ensanchada, formando una placa de cabeza. Más tarde, en 1899, Ludwig von Graff lo dividió en tres géneros según la forma de la cabeza:
Bipalium: con una cabeza bien desarrollada, mucho más ancha que larga, y con aurículas laterales alargadas
Perocefalus: placa de la cabeza rudimentaria, no mucho más ancha que el cuerpo.
Placocephalus: placa craneal plana con contorno circular.
Josef Müller, en 1902, consideró que no existía base anatómica suficiente para esta distinción, y las reunió bajo Bipalium. Posteriormente, von Graff aceptó las conclusiones de Müller.
Hacia fines del siglo XX, Robert E. Ogren y Masaharu Kawakatsu iniciaron una serie de publicaciones llamadas "The Land Planarian Index series" en las que revisaron y organizaron toda la información taxonómica sobre las planarias terrestres. Al principio, conservaron todas las planarias de cabeza ancha del género Bipalium, pero luego las dividieron en cuatro géneros según la anatomía de los órganos reproductivos: Bipalium, Novibipalium, Humbertium y Diversibipalium.
Bajo este escenario, el género Bipaliumse define como que contiene planarias terrestres de cabeza ancha con órganos copuladores simples, sin conductos accesorios ni bursa copuladora, y con un pliegue de tejido que separa los conductos de salida masculinos y femeninos.

## Alimentación
Las especies de Bipalium son depredadoras. Se alimentan de lombrices, gusanos, caracoles y babosas. Estas planarias pueden rastrear a sus presas. Cuando son capturadas, las presas comienzan a reaccionar al ataque, pero la planaria usa los músculos de su cuerpo, así como las secreciones pegajosas, para adherirse a la presa y evitar que escape. Las planarias cubren, o tapan, el prostomio, el peristomio y el extremo anterior para detener la violenta reacción de la presa.
Para alimentarse de sus presas, las especies de Bipalium a menudo sacan la faringe de la boca, ubicada en la parte ventral media de sus cuerpos, y secretan enzimas que inician la digestión de la presa. Los tejidos licuados son absorbidos por el intestino ramificado de la planaria por acción ciliar.

## Reproducción
La reproducción en el género puede ser asexual o sexual y todas las especies son hermafroditas.
Bipalium adventitium se reproduce sexualmente y crea cápsulas de huevos, que eclosionan alrededor de 3 semanas después de la deposición. Las cápsulas de huevo tienen un exterior resistente y generalmente contienen múltiples juveniles.
Rara vez se ha observado a Bipalium kewense usando cápsulas de huevo como método principal de reproducción. La fragmentación asexual es su principal estrategia reproductiva en las regiones templadas y la mayoría de los individuos nunca desarrollan órganos sexuales. Los juveniles de esta especie, a diferencia de Bipalium adventitium, no tienen la misma coloración que los padres en sus primeros días.

## Toxicidad
En 2014 se registró la presencia de tetrodotoxina, una neurotoxina muy peligrosa, en Bipalium adventitium y B. kewense. Este es el primer registro de tetrodotoxina en invertebrados terrestres.

## Especies
Se han descrito las siguientes especies:
- Bipalium adensameri Graff, 1899
- Bipalium admarginatum de Beauchamp, 1933
- Bipalium adventitium Hyman, 1943
- Bipalium albo-coeruleus (Bleeker, 1844)
- Bipalium alternans de Beauchamp, 1930
- Bipalium bengalensis Bhakat, 2020
- Bipalium bergendali (Graff, 1899)
- Bipalium bimaculatum Graff, 1882
- Bipalium chhatarpurensis Chaurasia, 1988
- Bipalium choristosperma de Beauchamp, 1925
- Bipalium costaricensis Hyman, 1939
- Bipalium crassatrium de Beauchamp, 1939
- Bipalium distinguendum Müller, 1907
- Bipalium dubium Loman, 1890
- Bipalium fuscatum Stimpson, 1857
- Bipalium fuscolineatum Kaburaki, 1922
- Bipalium gestroi Graff, 1894
- Bipalium glandiantrum Kawakatsu, Sluys & Ogren, 2005
- Bipalium glandulosa (de Beauchamp, 1925)
- Bipalium glaucum (Kaburaki, 1922)
- Bipalium gracilis (Loman, 1890)
- Bipalium graffi Müller, 1902
- Bipalium haberlandti Graff, 1899
- Bipalium hilgendorfi Graff, 1899
- Bipalium interruptum Graff, 1899
- Bipalium janseni Graff, 1899
- Bipalium javanum Loman, 1883
- Bipalium kaburakii Kawakatsu, Sluys & Ogren, 2005
- Bipalium katoi Kawakatsu, Sluys & Ogren, 2005
- Bipalium kewense Moseley, 1878
- Bipalium kisoense Kaburaki, 1922
- Bipalium kraepelini Ritter-Zahony R., 1905
- Bipalium manubriatum Sharp, 1891
- Bipalium marginatum Loman, 1888
- Bipalium mjobergi de Beauchamp, 1925
- Bipalium mondimentum Kaburaki, 1922
- Bipalium monolineatum Kaburaki, 1922
- Bipalium moseleyi Loman, 1888
- Bipalium muninense Kawakatsu, Sluys & Ogren, 2005
- Bipalium myadenosium de Beauchamp, 1939
- Bipalium nigrum (Ritter-Zahony, 1905)
- Bipalium nobile Kawakatsu & Makino, 1982
- Bipalium ochroleucum Kaburaki, 1922
- Bipalium pennsylvanicum Ogren, 1987
- Bipalium penrissenicum Kawakatsu, Ogren & Froehlich, 1998
- Bipalium penzigi Müller, 1902
- Bipalium persephone de Beauchamp, 1939
- Bipalium poiense de Beauchamp, 1925
- Bipalium rigaudi Graff, 1894
- Bipalium robiginosum Graff, 1899
- Bipalium semperi (Graff, 1899)
- Bipalium simrothi Loman, 1895
- Bipalium strubelli Graff, 1899
- Bipalium sudzukii Kawakatsu, 1987
- Bipalium sylvestre Kapadia, 1947
- Bipalium tetsuyai Kawakatsu, Sluys & Ogren, 2005
- Bipalium unistriatus Kuhl & Hasselt, 1822
- Bipalium univittatum Grube, 1866
- Bipalium vagum Jones & Sterrer, 2005
- Bipalium virile Müller, 1902
- Bipalium weismanni Ritter-Zahony, 1905
- Bipalium wiesneri Graff, 1899